# Marin Preda

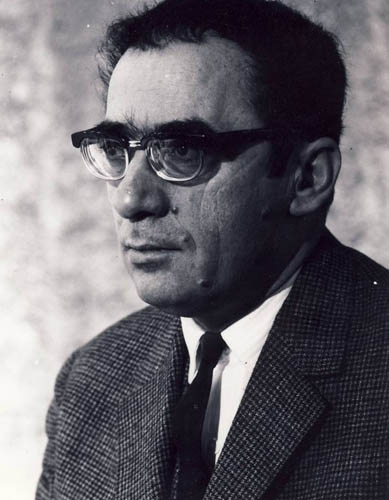
Marin Preda

Marin Preda (* 5. August 1922 in Siliștea Gumești, Kreis Teleorman; † 16. Mai 1980 in Mogoșoaia, Kreis Ilfov) war ein rumänischer Schriftsteller.

## Leben
Er kam in der rumänischen Provinz als Sohn eines Bauern zur Welt und wuchs in einer großen Familie auf. In der Grundschule erwies er sich als besonders aufgeweckt, besuchte sie aber wie üblich nur bis zur siebten Klasse. Danach besuchte er – immer unter wirtschaftlich angespannten Verhältnissen – weiterführende Schulen in Abrud und Cristuru Secuiesc. 1940 brach er schließlich den Schulbesuch ab und ging nach Bukarest, wo er eine Anstellung als Korrektor bei der Zeitung Timpul fand. Hier hatte er auch erste literarische Kontakte zum Kreis um den Schriftsteller Eugen Lovinescu. 1943 bis 1945 leistete er seinen Militärdienst und war dann Korrektor bei der Zeitung România liberă und ab 1952 Herausgeber von Viaţa Românească.
1948 konnte er sein Debüt Întâlnirea din pământuri veröffentlichen und wurde 1956 für den sehr erfolgreichen Roman Moromeţii (Schatten über der Ebene) mit dem staatlichen Literaturpreis ausgezeichnet (der Roman wurde 1988 auch verfilmt). 1965 wurde Preda Vizepräsident des rumänischen Schriftstellerverbandes und 1970 (bis zu seinem Tod) Leiter des Verlages Cartea Românească (Das rumänische Buch). 1975 veröffentlichte er mit Delirul (Der große Wahnsinn) einen historischen Roman um Ion Antonescu, der sehr umstritten war, weil er den rumänischen Faschismus vom Standpunkt der Täter aus beleuchtete. Preda war auch Abgeordneter der Großen Nationalversammlung und Korrespondierendes Mitglied der Akademie der Wissenschaften.
1980 kam der Roman Cel mai iubit dintre pământeni (Der geliebteste der Irdischen) heraus. Das Buch galt als herbe Kritik am kommunistischen System und der Diktatur von Nicolae Ceaușescu, erregte großes Aufsehen und wurde  wenige Wochen nach der Publikation verboten. Das Buch musste aus dem Handel zurückgezogen und aus allen Bibliotheken entfernt werden. Kurz danach wurde der Schriftsteller tot im Schriftstellerheim bei Schloss Mogoșoaia gefunden. Offizielle Todesursache war Asphyxie, die genauen Umstände sind jedoch ungeklärt. Die Familie geht von einer Verstrickung der Securitate in den Todesfall aus.

## Werk
- 1955 Aufbruch. Novelle (übersetzt von Renate Molitori), Das Buch: Bukarest
- 1958 Schatten über der Ebene. Roman (übersetzt von Leo Hornung), Verlag Volk und Welt: Berlin
- 1965 Fieber. (Übersetzt von Gisela Richter), Jugendverlag: Bukarest
- 1974 Der Ausgewiesene. Roman (übersetzt von Erika Schar), Facla Verlag: Temesvar
- 1976 Der Einsame. Roman (übersetzt von Georg Scherg), Kriterion-Verlag: Bukarest und Verlag Volk und Welt: Berlin
- 1980 Der große Wahnsinn. Roman (übersetzt von Werner Söllner), Kriterion-Verlag: Bukarest

- 1984 Neuausgabe als: Delirium. Roman aus dem Bukarest der vierziger Jahre (übersetzt von Olga Oprescu), Verlag der Nation: Berlin

- 1983 Die Begegnung unter dem Eichbaum. Erzählungen (übersetzt von Dieter Fuhrmann), Cartea Românească: Bukarest
- 1998 Fieber und andere Erzählungen (übersetzt von Dieter Fuhrmann), Universal Dalsi: Bukarest